# Pleme
Plême je skupnost ljudi, ki jih druži skupen izvor, preteklost, skupen jezik; večinoma tudi skupni običaji. Pleme je vrsta družbene skupnosti, ki je prevladovala v človeškem razvoju pred razvojem državnosti. V sodobnem svetu je izraz pleme včasih nadomeščen z izrazom etnična skupnost. Pleme največkrat predpostavlja organizacijsko obliko z vodjo: plemenski poglavar. Razmerja v plemenu so določena po nepisanem običajnem pravu.
V sodobnem svetu se izraz »pleme« uporablja tudi v pomenu kulturne skupine, na primer: »urbano pleme«.  